# Hartyándi Jenő
Hartyándi Jenő (Győr, 1956. március 13. –) Balázs Béla-díjas rendező, operatőr, fesztiváligazgató.

## Életpályája
1976-ban társaival együtt az első Győri Jazzklub megszervezője és közel 10 évig vezetője, az országos jazzklub hálózat vezetőségi tagja. 1980–1987 között a Jazz Studium elméleti folyóirat főszerkesztője és zenei mellékleteinek (kazetta és lemez) kiadója. 1982–1983 között a zenetörténeti jelentőségű Győri Nemzetközi Jazzkoncert-sorozat fő szervezője (Győrkös Lászlóval és Lázár Károllyal). Ez volt az első független szervezésű koncertsorozat, amely megtörte a Magyar Rádió ilyen irányú monopóliumát, és a jazz kreatív, első vonalba tartozó világnagyságait és együtteseiket hozta el első ízben Magyarországra (Anthony Braxton, Roscoe Mitchell, George Lewis, Rova Saxophone Quartet, Keshavan Maslak, Burton Greene, East-West Trió, Zbigniew Namyslowski), és tette lehetővé a magyar muzsikusok számára, hogy az akkor elérhetetlennek tűnő híres muzsikusokkal együtt játsszanak (Szabados György, Dresch Mihály, Grencsó István).

## Filmszakmai munkássága
1975 óta foglalkozik filmezéssel önképző módon. Számos dokumentum-, kísérleti-, tánc- és kisjátékfilm készítője. De dolgozik mások filmjeiben operatőrként is. Filmjei szerepeltek és díjat nyertek az Országos Függetlenfilm Fesztiválokon, a Magyar Filmszemléken, és nemzetközi fesztiválokon. 
Először amatőrfilmes, majd a rendszerváltás előtt, a 80-as évek közepétől csatlakozik a kibontakozó függetlenfilmes mozgalomhoz és annak ismert, alakító figurájává válik. Ebben az időszakban számos rendszerváltás környéki történelmi esemény dokumentálása fűződik nevéhez, több esetben egyedüliként (első Erdélyért és a Bős-Nagymaros tüntetés, Pozsgai győri beszéd, disszidensek, stb.), majd érdeklődése egyre erőteljesebben a közösségek, a nemzeti eszmélés, a határon túli magyarok (ismételt) felfedezésének sokrétű dokumentálása felé tolódik el. Elsőként a jugoszláviai magyar művészeti életet dolgozta fel, majd még a Ceausescu-érában kezdte, de a román forradalom után a gyimesi és moldvai csángók népi hagyományait (zene, tánc, szokások, mesék) rögzítette filmre egy évtizeden keresztül. Majd érdeklődése az magyar eredet és rokonság kutatás fele fordult, megjárva és leképezve a baskírok, ujgurok és altájiak népi világát. De eljutott és forgatott Dél-Brazíliába, Uruguayba és Argentínába, megörökítve a magyar diaszpóra néptáncos hagyományát, mozgalmát vagy a Buenos Airestől 100 kilométerre a pampán lévő magyar tanyavilág életét.
1990-ben alapító és vezetőségi tagja a Győri Vizuális Műhely Egyesületnek. 1991-ben ötletadója és fő szervezője (Tóth Erzsébettel és Koch Évával) a következő években Mediawawe Fesztiválként ismertté vált győri Nemzetközi Vizuális Művészeti Fesztiválnak. 1991 végén – az első sikeres fesztivál után – kezdeményezője a MEDIAWAVE Nemzetközi Vizuális Művészeti Alapítvány létrehozásának, amelynek fő munkatársa és szellemi irányítója a mai napig. Az Alapítvány fő rendezvénye – FÉNYÍRÓK FESZTIVÁLJA - ANOTHER CONNECTION – európai rangú nemzetközi fesztivállá nőtte ki magát, de kisebb rendezvényei (fesztiválok és táborok) is egyre jelentősebb súllyal szerepelnek a magyar és a környező országok kulturális életében:
- "FÉNYÍRÓK FESZTIVÁLJA-ANOTHER CONNECTION"
- MEDIAWAVE Nemzetközi Vizuális Művészeti Fesztivál /1991 óta/
- 2000 után 4-5 ország átlag 20 városában
- BILIBÁNCS Népi Hagyományőrző Tábor és Fesztivál, Rábapatona /1992-1997/
- MEDIAWAVE Nemzetközi Film és Fotó Tábor, Novákpuszta, Rábapatona, Ravazd, Carta (ROM), Kászokjakabfalva (ROM) /1992 óta/
- ALTER-NATIVE Nemzetközi Rövidfilm Fesztivál, Marosvásárhely /1993-1995/
- BAKONYALJI VIGASSÁGOK (Écs, Kajárpéc, Lázi, Lovászatona, Ravazd, Románd) /1999óta/
- MEDIAWAVE minifesztiválok, bemutatók – Prága, Berlin, Párizs, Bordeaux, Peking, Almati, Urumqi, Lhasza, Novoszibirszk, Kars, Moszkva, Szabadka, Kolozsvár, Bukarest stb. /1997-től/

1992 és 1997 között elnökségi tagja a Magyar Független Film és Video Szövetségnek. 1995 és 1996 között Czabán Györggyel közösen kezdeményezője és helyszínadója az addig alternatívnak nevezett kulturális csoportok érdekvédelmi és nyomásgyakorló szövetségének, az első találkozó után a helyszínadó Ravazd községről RAVAZDI KEREKASZTAL-nak elnevezett szervezetnek. 1996–1999 a Magyar Mozgókép Alapítvány Játékfilmes szakmai kuratóriumának tagja. 1999-től 2004-ig a Magyar Mozgókép Közalapítvány Kutatási, Képzési, Kísérleti Film szakmai kuratóriumának tagja. 1999 és 2004 között a Budapest Mozi Közalapítvány kuratórium tagja. 1999–2008-ig a győri Rómer Ház Közalapítvány művészeti vezetője. 2003–2005 a Magyar Mozgókép Közalapítvány Filmterjesztési szakmai kuratóriumának tagja. 2005–2008 között a Magyar Fesztivál Szövetség elnökségi tagja.

### Filmográfia
| Évszám | Cím                                         | Megjegyzések |
| ------ | ------------------------------------------- | --- |
| 1990   | HÍT – beszélgetés Domonkos Pál Péterrel     | Dokumentumfilm – a hányatott sorsú moldvai csángó kutató első portréja |
| 1992   | Egykor a Gyimesben jártam                   | Dokumentumfilm (Nesztor Ivánnal) 1. díj – Országos Néprajzi Szemle, 1992 |
| 1993   | Valahol Közép–Európában                     | Dokumentumfilm (Grencsó Istvánnal) Országos Független Film és Video Fesztivál díjazottja, 1993 |
| 1993   | A liliom hangja                             | Mozgásfilm (Villányi Lászlóval) – Hartyándi a film operatőre Két különdíjOrszágos Függetlenfilm Film és Video Fesztivál, 1993 – az egyik az operatőri munkáért |
| 1993   | Madarak                                     | Kisjátékfilm (Szolnoki Józseffel) Különdíj – Országos Független Film és Video Fesztivál, 1993 |
| 1994   | Kisörspuszta                                | Dokumentumfilm Legjobb dokumentumfilm – Országos Független Film és Video Fesztivál, 1994; Legjobb szociografikus dokumentumfilm – Magyar Televízió díja – Fényírók Fesztiválja |
| 1994   | Madarak 2.                                  | Kisjátékfilm (Szolnoki Józseffel) 26. Magyar Filmszemle, versenyprogram; Cidade de Vigo International Video Festival, ESP, versenyprogram, 1995; Premi Ciuat Badalona, ESP, versenyprogram, 1995 |
| 1995   | Rejtőzködések                               | Táncfilm (Villányi Lászlóval) – Hartyándi a film operatőre 3. díj – Országos Független Film És Video Fesztivál, 1995; A zsűri különdíja az operatőri munkáért – Fényírók Fesztiválja'95 Premi Ciuat Badalona, ESP, versenyprogram, 1995; Festival de Video de Canarian, versenyprogram, 1996; Belgrad Film Festival, versenyprogram, 1996; 6e Mondial de la Videó, Bruxelles, versenyprogram, 1996                      |
| 1995   | Szabados György                             | Dokumentumfilm (Czabán Györggyel) Első portré a korszakos magyar improvizatív zenészről és zeneszerzőről |
| 1995   | 9 Haiku                                     | Kísérleti kisjátékfilm (Bérczes Lászlóval) 27. Magyar Filmszemle, versenyprogram, 1996; (Brno 16 Filmfesztivál, CZE, versenyprogram, különdíj, 1995; (Premi Ciuat Badalona, ESP, versenyprogram, 1996; (Belgrad Film Festival, versenyprogram, 1996; (Dakino Film Festival Bukares, versenyprogram, 1996 |
| 1996   | Gyimesi Film–Üzenet                         | Dokumentumfilm 1. díj – Országos Néprajzi Szemle, 1996 3. díj – Országos Független Film és Video Fesztivál, 1996 Festival Internacional de Video, Buenos Aires, versenyprogram, 1996; documentART, Neubrandenburg, versenyprogram, 1996 |
| 1996   | A három nővér                               | Kisjátékfilm (Hudi Lászlóval) 1. díj – Országos Néprajzi Szemle, 1996 Legjobb színészi teljesítmény film – Országos Független Film és Video Fesztivál, 1996; Silver medal – Independent professional kategória fődíja, Brno16, 1996; Magyar Filmszemle versenyprogram, 1997; Dakino, Bukarest, versenyprogram & legjobb operatőr díja, 1996; (FilmVideo97 Montecatini, versenyprogram & Turisztikai Társaság díja, 1997 |
| 1997   | Cigány előítéletek                          | Dokumentumfilm (Gyökérné Anitával) |
| 1997   | William Fomin: A mag                        | Természetben játszódó táncfilm a Győri Balett közreműködésével – a film operatőre és vágója |
| 1998   | „Na, ez a Lajkó Félix!“                     | Dokumentumfilm Magyar Filmszemle versenyprogram, 1998 |
| 1999   | Igricek és kekecek                          | Dokumentumfilm, az ujgur és tibeti kultúra bemutatása Országos Független Film és Video Fesztivál, versenyprogram, 1999 |
| 2001   | A flamingó térde                            | Portré- és dokumentumfilm Tolnai Ottóról (Villányi Lászlóval) Magyar Filmszemle versenyprogram, 2002 |
| 2004   | Turfáni képeslapok + Egy csángó Ujgurföldön | Dokumentumfilmek az ujgur kultúráról (Silló Sándorral) – a film egyik operatőre |
| 2006   | KEDVESSZTÁN                                 | Dokumentumfilm |
| 2007   | Visszatérés a Tatauine bolygóra             | Fikciós dokumentumfilm (Majdik Péterrel) – a film operatőre |
| 2007   | A hó városa – Orhan Pamuknak ajánlva        | Dokumentumfilm |
| 2007   | Devecseri fiúk                              | Dokumentumfilm |
| 2009   | Cseh Tamás – az utolsó koncert              | Dokumentumfilm |

## Írásai
- 1997 – Repedések – valami jazz-Győrött
- 1999 – „Csak a szépre emlékezem”  –  10 éves a Mediawave
- 2015 –  (nem) „csak a szépre emlékezem”  –  25 éves a Mediawave
- 2016 –  Repedések 2 – a jazz győri 40 éve – 1976–2016
- 2018 –  Szabadhegyi Krónika
- 2020 – (nem) „csak a szépre emlékezem 2” – 30 éves a Mediawave
- 2022  – A film győri története – XX. század

## Díjai, kitüntetései
- Magyar Köztársaság Kiskeresztje - civil kulturális munkájáért (1997)
- Bezerédj-díj – európai kulturális munkájáért (2003)
- Balázs Béla-díj – filmes tevékenységéért (2014)
- Pernye András-díj – jazz szervezői és elméleti tevékenységéért (2016)
- Beke Pál-nívódíj – 30 éves fesztiválszervezői tevékenységéért (2019)